# ゴルムド市
ゴルムド市（ゴルムド-し、中国語：格尔木市、モンゴル語：ᠭᠤᠤᠯᠮᠤᠳ
ᠬᠣᠲᠠ、チベット語：ན་གོར་མོ་）は中華人民共和国青海省海西モンゴル族チベット族自治州に位置する県級市。市名はモンゴル語で「河川が集まる土地」に由来する。チベット語では「ガルム」ともいう。人口の約70%を漢族が占める。新興の工業都市で、チベット高原では西寧市、ラサ市に次ぐ第3の都市となっている。

## 地理
チベット高原のツァイダム盆地中南部、ゴルムド川沖積平野に位置する。市内の平均海抜 2,780 メートル、高原大陸性気候で、冬の寒さが厳しい。5,800 平方キロメートル の面積をもつ広大なチャルハン塩湖からは塩が取れる。

## 歴史
中華民国時代はカザフ族遊牧民が放牧する土地であった。1949年9月に人民解放軍が青海省の大部分を支配下に置き、1954年7月15日には海西蒙古蔵族哈薩克族自治区（後の海西モンゴル族蔵族自治州）人民政府が成立した。その後漢族が移住して鉱山都市として発展し、1960年11月17日にゴルムド市が成立した。1966年3月27日ゴルムド県に改称し、1980年再びゴルムド市となる。

## 行政区画
- 街道[1]：崑崙路街道、黄河路街道、金峰路街道、河西街道、西蔵路街道
- 鎮：郭勒木徳鎮、唐古拉山鎮
- 郷：大格勒郷、烏図美仁郷
  - チャルハン行政委員会（察尔汗行政委員会）
  - ゴルムド農墾有限公司（格爾木農墾有限公司）

## 交通

### 道路
- 青蔵公路（G109国道）と青新（青海 - 新疆）公路（G215国道）が交差する交通の要衝である。青蔵鉄道開通後、ゴルムド - ラサ間のバスは運休している。

### 鉄道
- 青蔵鉄道が西寧 - ゴルムド間が1979年に、ゴルムド - ラサ間は2006年7月1日に開通。

### 航空
- ゴルムド空港：2003年に竣工。

## 観光
- 崑崙神泉：青蔵公路沿線の那赤台にある。
- 玉珠峰、玉虚峰：中国国家登山隊のトレーニング基地のひとつ。
- チャルハン塩湖（察尔汗盐湖）：ツァイダム盆地にある塩湖。
- ゲラダンドン雪峰（格拉丹东雪峰）：唐古拉山脈の主峰であり、長江の源流のひとつ。
- 崑崙山口
- フフシル自然保護区（可可西里自然保护区）